# Lehesten (ville)
Pour les articles homonymes, voir Lehesten.
Lehesten est une ville allemande de l'arrondissement de Saalfeld-Rudolstadt, Land de Thuringe.

## Géographie
Lehesten se situe au sud-est de la forêt de Thuringe, le long du Rennsteig.
Elle comprend les quartiers de Brennersgrün, Röttersdorf et Schmiedebach ainsi que Bärenstein.

## Histoire
L'« île Kantor » est un château-fort au nord de Lehensten. Lehensten est mentionné pour la première fois en 1071. Le village est la propriété de l'abbaye de Saalfeld.
Au XVIIe siècle, le village se développe grâce à la route entre Kronach et Pößneck.
À Schmiedebach, pendant la Seconde Guerre mondiale, on construit et on teste les moteurs des missiles V2. 1 227 prisonniers de guerre y travaillent et sont groupés dans un camp. Lorsqu'ils meurent, ils sont remplacés par d'autres de Buchenwald ou des stalags. Pour 603 morts recensés, on compte un millier de prisonniers qui seront déportés à Bergen-Belsen ou à Dora. Des prisonniers meurent durant l'évacuation.